# Мехралы-бек
Мехралы-бек Дарвазлы (1844—1906) — один из величайших карапапахов, родился и вырос в селе Дарваз (Болнисский Муниципалитет) Борчалинского уезда Тбилисской губернии. Так же известен как «Карапапхский орёл» или «Карапапахский Шейх Шамиль».
Мехралы-бек, которого считали героем в Турции, сражался на стороне Османской империи против царской России в Османско-российской войне 1877 года . Ему было присвоено звание майора, и он стал правой рукой Ахмета Мухтар-паши . Из-за своего героизма он был отправлен в Сивас со своим окружением Османской империей и поселился в Улаше . Прожив некоторое время в Улаше, он был направлен в Йемен для подавления восстаний со своим подразделением в составе полков Хамидие и умер там.

## Жизнь
Мехралы-бек Дарвазлы родился и вырос в селе Дарваз Борчалинского уезда Тифлисской губернии.
«Карапапахский Шейх Шамиль» - талантливый военначальник Мехралы-бек, который со своим отрядом превращает жизнь русских чиновников и армии в ад. Мехралы-бек ведет тактику партизанской войны, устраивает засады, совершает по всей территории Борчалы, Ахалхалаки и Казаха, отвлекает на себя крупные силы русской регулярной армии и пользуется непререкаемым авторитетом и уважением среди местного населения.
Русские пытаются его переманить на свою сторону, обещают большое денежное вознаграждение и высокие чины, однако уговоры и подкупы на этого бесстрашного человека не действуют. В конце концов, теснимый со всех сторон превосходящими силами противника, Мехралы-бек со своим отрядом уходит в Османскую империю, где поступает на военную службу и сражается с русскими уже в чине османского офицера.

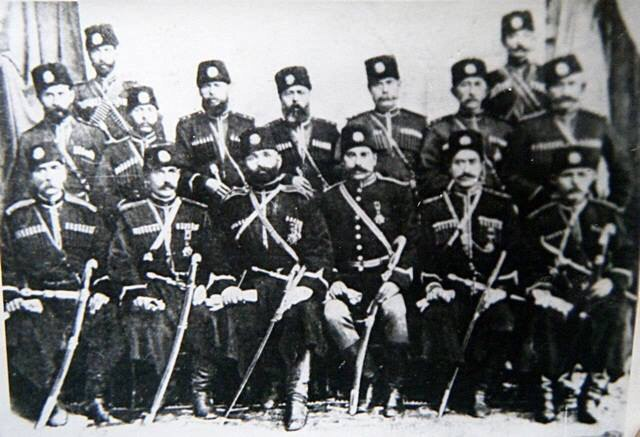
Карапапахи из полка Хамидие

Он столкнулся лицом к лицу с российскими войсками, когда сопротивлялся российской администрации, которая не позволила похоронить его отца, которого он потерял в семнадцатилетнем возрасте, на мусульманском кладбище. Он перемещался между османскими и русскими землями и жил как преступник, разыскиваемый в обоих государствах. Когда началась война 1893 года, оба государства простили ему преступления и предложили ему сражаться за них вместе со своей бандой. Мехралы-бек вместе со своей бандой поступил на османскую службу в обмен на прощение своих преступлений. В результате того, что Ахмет Мухтар-паша сообщил о своем героизме султану, II. Абдулхамид наградил его медалью Меджидие. Перевезя свою семью в Османскую империю, он принял участие в защите Азизие.
После того, как Ахмет Мухтар-паша был вызван в Стамбул в конце войны 1893 года, Мехралы-бек со своим окружением отправился в Сивас . Они поселились в селе Аджиюрт Улашского района . Деревня в просторечии известна как Бююк-Кёй, Деревня Папакли, Деревня Мехралы-бека.
Мехралы-бек основал в Сивасе 40-й кавалерийский полк "Хамидие" . Когда в Йемене вспыхнуло восстание, он был направлен в Йемен вместе со своим братом. Он заболел и умер в Йемене в 1905 году. По слухам, он был убит в результате борьбы за лидерство карапапахов. Народные песни, плачи и эпосы были написаны от имени Мехралы-бека, который широко известен как " Лев без повода ", " Второй боевой Гази, Второй Кёроглу.

## Истории Мехралы-бека
Среди карапапахов образцом героизма считается Мехралы-бек, о котором менестрели рассказывают истории, рассказывают истории «гачага» и называет его именем детей.
В мемуарах Гази Ахмеда Мухтар-паши и Мехмеда Ариф-бея, который занимал должность главного секретаря Мюхимме Гази Ахмета Мухтар-паши, в книге Ченгиза Чекалоглу «Карапапах, который не смог вернуться из Йемена: Мехралы-бей, командир 40-го кавалерийского полка Хамидие» описывает жизнь и историю героизма Мехралы-бека.
Народая песня «Я иду, Рюштю-бей, не плачь» в некоторых регионах известна как «Народная песня Мехралы-бека». Рюштю-бей, имя которого упоминается в народной песне: Он сын Мехралы-бека.
Мехралы-бей стал народным героем, ему посвящены борчалинские дастаны, а в 1997-м году в Грузии (и в 2001-м в Баку), была издана книга о нем (автор — Валех Гаджилар.

### Английские авторы про отряд Мехралы-бека (1878)
«Прибыв на эту главную дорогу, находящуюся на таком большом расстоянии, он последовал за ней, хотя она во все часы дня посещалась войсками и обозами, затем через 16 секунд он встретил отряд казаков, который атаковал и рассеял. Лидер банды продолжил свой путь вглубь страны и прибыл к мосту, известному как Пармаксиз, который находится недалеко от села Роканский. У русских там был склад, и именно там наш авантюрист достиг цели своего рейда. Разгромив второй отряд русской кавалерии, он удалил милю телеграфной линии, идущей к Тифлису, прервав тем самым всякую связь не только между Гумри и его оперативной базой, но и между этим городом и депо. В этом депо он захватил 150 артиллерийских лошадей, а затем уничтожил все, что успел забрал. Возвращаясь к нашей границе, он атаковал два русских эскадрона под командованием полковника. Не считая своих противников, он бросился на эту конницу, посланную к его войскам, и после оживленной драки, в которой полковник был убит, а в ней было немало людей. люди с обеих сторон остались на площади, он освободился со своей добычей, которую послал в Карс, как достоверное доказательство своего подвига. Отчет английского корреспондента, который мы только что прочитали, является единственной информацией, которой мы располагаем об этом карапапахском рейде.»